# Mario Franceschini
Mario Sebastián Franceschini (Rosario, Provincia de Santa Fe, 31 de marzo de 1955) es un exfutbolista argentino.

## Clubes

### Como jugador
| Club                   | País      | Año       |
| ---------------------- | --------- | --------- |
| Boca Juniors           | Argentina | 1974-1975 |
| Atlanta                | Argentina | 1976-1979 |
| Nueva Chicago          | Argentina | 1980-1983 |
| Banfield               | Argentina | 1984-1985 |
| Guaraní Antonio Franco | Argentina | 1986-1987 |

### Como entrenador
| Club          | País      | Año       |
| ------------- | --------- | --------- |
| Nueva Chicago | Argentina | 2011-2012 |

## Logros

### Como jugador
| Título    | Club          | País      | Año  |
| --------- | ------------- | --------- | ---- |
| Primera B | Nueva Chicago | Argentina | 1981 |

### Como entrenador
| Club          | Campeonato              | País      | Año     |
| ------------- | ----------------------- | --------- | ------- |
| Nueva Chicago | Ascenso a la B Nacional | Argentina | 2011-12 |